# FK Dečić
O FK Dečić é um clube de futebol montenegrino, com sede na cidade de Tuzi. O clube foi fundado em 1926 e o seu actual presidente chama-se Halil Duković . A equipa disputa os seus jogos caseiros no Estádio Tuško Polje em Tuzi e que tem capacidade para 1.000 espectadores.

## História
Fundado em 1926, recebendo seu nome em referência à colina Dečić, o time jogou apenas jogos amistosos no período anterior à Segunda Guerra Mundial. A primeira competição oficial que participou foi a Quarta Liga - Central, até o início dos anos setenta. Nessa época, nasceu a grande rivalidade local entre FK Dečić e o vizinho FK Zeta. O primeiro sucesso significativo durante a era SFR Yugoslavia foi título do campeão da Quarta Liga na temporada 1972-73, o que significou a promoção do FK Dečić para a competição de terceiro nível da Liga da República de Montenegro. As melhores temporadas do Dečić foram 1988-1989, com o terceiro lugar na Liga da República de Montenegrina e 1989-90, quando foi vice-campeão. Esse resultado só seria superado na temporada 2003-04, quando depois de uma dura disputa contra o FK Lovćen, a equipe de Tuzi ganhou o título de campeão na Liga da República e garantiu a primeira promoção histórica para a Segunda Liga Jugoslava. FK Dečić estreou na Segunda Liga em na temporada 2004-05, e na terceira posição.